# Rio Paivó
O Paivó, igualmente conhecido como Paivô ou Paivo, é um rio português afluente do rio Paiva. Há dois afluentes do rio Paiva com o nome muito parecido, ainda que sejam dois rios distintos um do outro. São eles o Paivô (com acento circunflexo no ô) que nasce na serra da Arada e o rio Paivó (com acento agudo no ó).

## Descrição e história
O rio tem a sua nascente na área da Lameira do Padre, a Norte da aldeia de Relva. Passa depois nas imediações das povoações de Relva, Farejinhas e Ponte do Boto, sendo considerado como a fronteira entre as freguesias de Cujó e Monteiras, no concelho de Castro Daire. Desagua no Rio Paiva a montante da localidade de Pedra Pedrinha. É atravessado por uma ponte que transporta o lanço da Variante a Castro Daire da auto-estrada A24.
Regista-se a presença de dezassete moinhos ao longo do percurso deste rio.
Segundo um estudo publicado pelo Instituto da Conservação da Natureza e das Florestas em 2000, no Rio Paivô foram capturados espécies de escalos e trutas.